# Dibutylsulfid
Dibutylsulfid ist eine chemische Verbindung aus der Gruppe der Thioether.

## Gewinnung und Darstellung
Dibutylsulfid kann durch Reaktion von Butylbromid mit Kaliumsulfid gewonnen werden.

## Eigenschaften
Dibutylsulfid ist eine farblose bis hellgelbe, klare, stinkende Flüssigkeit.

## Verwendung
Dibutylsulfid wird als organischer Baustein in der chemischen Synthese verwendet. Sie wird auch zur Herstellung von Dibutylsulfoxid durch eine Oxidationsreaktion eingesetzt. Die Verbindung wird auch seit den 1950er Jahren in Parfüms verwendet.